# 시티 오브 갓 (2002년 영화)
《시티 오브 갓》(City of God)는 2002년에 개봉한 브라질의 범죄, 스릴러, 드라마 영화이다. 실존했던 인물들을 근거로 쓰여진 동명의 베스트 셀러 소설을 바탕으로 제작한 영화다. 브라질의 유명 작가인 파울로 린스가 쓴 《시티 오브 갓》은 작가가 성장한 장소인 리오데자네이루에서 일어난 실화를 바탕으로 10년이란 긴 시간 끝에 소설로 발간되었다.

## 줄거리
70년대 브라질 리오데자네이루의 빈민촌 시티 오브 갓은 마약과 총, 약탈이 일상인 도시이다. 주된 내용은, 리틀 제 라는 아이가 도시 최대의 마약상으로 자라나는 이야기와, 부스까페(로켓) 이 리틀 제 일당의 사진을 찍어 고위 직원이 오직 백인뿐인 신문사에서 사진기자로 거듭나게 되는 이야기이다. 행 걸 (Rocket)은 사진사가 되기를 희망하고 리틀 제다. 신문배달부터 시작하여 사진사를 꿈꾸게 된다. 로켓은 레의 갱단 사진을 찍리틀 디스(리틀 제)로서 전문적인 사진 작가로서 발을 내딛게 된다. 반면, 릴제는 로켓과 같은 어린 나리틀 제 리오데자네이루에서 가장 무서운 범죄자를 꿈꾸고 있다. 릴제는 선배 갱스터들을 처리하고 신의 도시의 대부분을 지배하게 된다. 그의 동료 베니의 죽음을 계기로 신의 도시는 양분화된 두 개의 세 리틀 제는 전직 경쟁 마약상 캐롯을 죽일력 가는 길에 선량한 전직 군인 녹 아웃 네드의 부인을 강간하고 그의 아이를 죽인다. 이 때문에 녹아웃 네드는 분노하여 캐롯 일당에 가입하여 리틀제에게 복수하기의 마음먹는다. 충돌로 걷잡을 수 없는 살인과 공포로 상황이 악화된다.

## 출연
| 등장인물                                                                         | 배우                                                  | 영어 번역 이름 |   |
| -------------------------------------------------------------------------------- | ----------------------------------------------------- | -------------- | - |
| Buscapé ("Firecracker")                                                          | Alexandre Rodrigues (adult) Luis Otávio (child)       | 로켓           |   |
| Zé Pequeno ("Little Joe" "Lil Zé") childhood: Dadinho ("Little Eddy" "Lil Dice") | Leandro Firmino da Hora (adult) Douglas Silva (child) | 릴제           | \ |
| Bené ("Benny")                                                                   | Phellipe Haagensen (adult) Michel de Souza (child)    | 베니           |   |
| Sandro, nicknamed Cenoura ("Carrot")                                             | Matheus Nachtergaele                                  | 캐롯           |   |
| Mané Galinha ("Chicken Manny")                                                   | Seu Jorge                                             | 넉아웃 네드    |   |
| Cabeleira ("Long Hair")                                                          | Jonathan Haagensen                                    | 쐐기           |   |
| Marreco ("Garganey")                                                             | Renato de Souza                                       | 구스           |   |
| Alicate ("Pliers")                                                               | Jefechander Suplino                                   | 클리퍼         |   |
| Barbantinho ("Little twine")                                                     | Edson Oliveira (adult) Emerson Gomes (child)          | 스트링기       |   |
| Angélica                                                                         | Alice Braga                                           | 안젤리카       |   |
| Tiago                                                                            | Daniel Zettel                                         | 티아고         |   |
| Filé com Fritas ("Steak with Fries")                                             | Darlan Cunha                                          | 스테이크       |   |
| Charles, nicknamed Tio Sam ("Uncle Sam")                                         | Charles Paraventi                                     | 엉클 샘        |   |
| Marina Cintra                                                                    | Graziella Moretto                                     | 마리나         |   |
| Touro ("Bull")                                                                   | Luiz Carlos Ribeiro Seixas                            | 투로           |   |
| Cabeção ("Big Head")                                                             | Maurício Marques                                      | 멜론헤드       |   |
| Lampião ("Lantern")                                                              | Thiago Martins                                        | 람피아오       |   |
| Marcos Junqueira                                                                 | Otávio                                                | 마르코스       |   |

## 제작
Bonus DVD에서 유일한 전문 배우는 '캐롯' 역할을 맡았던 마테우스 나슈테갈 밖에 없었다고 드러났다. 대부분의 배우들은 실제로 리오데자네이루의 빈민촌에서 섭외 되었다. 브라질에 전문적인 흑인 배우가 부족했고 추가적으로 사실감을 살리기 위해서였다. 감독 메이렐레스는 "현재 캐스팅 콜을 열면 500명의 흑인 배우가 있지만 10년 전만 해도 그렇지 않았다. 당시 브라질엔 셋에서 넷 정도의 흑인 아역배우가 전부였으며 나는 증산층 출신의 배우들이 이 영화를 제대로 소화하지 못할 거라고 생각했다". 2000년도 초부터 메이렐레스 감독은 약 100명의 아역과 청년들을 엄선해서 몇 달 동안 배우 워크숍에서 교육을 받도록 했다. 전통적인 연극과 리허설을 거치는 방식과는 달리 이 워크 숍은 길거리 싸움 장면을 사실적으로 전개하는데 초점을 뒀다. 배우들을 포함하여 장소 또한 리오데자네이루의 빈민촌인 시티 오브 갓에서 직접 촬영을 진행 하였다.

## 음악
- "Alvorada" (Cartola / Carlos Cachaça / Herminio B. Carvalho) - Cartola
- "Azul Da Cor Do Mar" (Tim Maia) - Tim Maia
- "Dance Across the Floor" (Harry Wayne Casey / Ronald Finch) - Jimmy Bo Horne
- "Hold Back the Water" (Randy Bachman / Robin Bachman / Charles Turner) - Bachman–Turner Overdrive
- "Hot Pants Road" (Charles Bobbit / James Brown / St Clair Jr Pinckney) - The J.B.'s
- "Kung Fu Fighting" (Carl Douglas) - Carl Douglas
- "Magrelinha" (Luiz Melodia) - Luiz Melodia
- "Metamorfose Ambulante" (Raul Seixas) - Raul Seixas
- "Na Rua, Na Chuva, Na Fazenda" (Hyldon) - Hyldon
- "Nem Vem Que Não Tem" (Carlos Imperial) - Wilson Simona
- "O Caminho Do Bem" (Sérgio / Beto / Paulo) - Tim Maia
- "Preciso Me Encontrar" (Candeia) - Cartola
- "So Very Hard To Go" (Emilio Castillo / Stephen M. Kupka) - Tower of Power

## 평가
브라질 개봉 당시 320만명의 관객을 동원한 영화는 2002년 칸 영화제 비경쟁 부문에 초청됐다. 수백건에 가까운 메릴레스 감독의 인터뷰가 쇄도했고 영화는 전세계 42개국으로 팔려나갔다. 브라질의 보수적인 영화계가 아카데미 외국어영화상 후보로 추천하기를 거부한 이 영화를, 2004년 아카데미영화제는 최우수 감독상과 각색, 촬영, 편집 등 4개 부문의 후보로 선정하였다. 300만 달라로 만들어진 이 영화는 결과적으로 전세계에서 약 3천만 달러를 벌어들였다.

| 단체                         | 상                      | 인물                                                                      | 결과 | Ref    |
| ---------------------------- | ----------------------- | ------------------------------------------------------------------------- | ---- | ------ |
| 아카데미상                   | 최우수 감독             | 페르난도 메이렐레스                                                       | 후보 | [ 12 ] |
| 아카데미상                   | 최우수 각색             | 브라울리오 맨토바니                                                       | 후보 | [ 12 ] |
| 아카데미상                   | 최우수 촬영             | 세자르 샬론                                                               | 후보 | [ 12 ] |
| 아카데미상                   | 최우수 편집             | 다니엘 레젠드                                                             | 후보 | [ 12 ] |
| 미국 영화 연구소 축제        | 관객상                  |                                                                           | 수상 | [ 16 ] |
| 방송 영화 비평가 협회 영화상 | 최우수 외국 영화        |                                                                           | 후보 | [ 17 ] |
| 영국 아카데미 영화상         | 최우수 편집             | 다니엘 레젠드                                                             | 수상 | [ 19 ] |
| 영국 아카데미 영화상         | 최우수 외국 영화        | 안드레아 바라타 리베이로, 모리시오 앤드레이드 라모스, 페르난도 메이렐레스 | 후보 | [ 21 ] |
| 영국 독립 영화상             | 최우수 외국 독립 영화   |                                                                           | 수상 | [ 22 ] |
| 시카고 비평가 협회상         | 최우수 외국 영화        |                                                                           | 수상 | [ 23 ] |
| 골든 글로브상                | 최우수 외국 영화        |                                                                           | 후보 | [ 24 ] |
| 골든 트레일러상              | 최우수 외국 독립 영화   |                                                                           | 수상 | [ 25 ] |
| 인디펜던트 스피릿 어워드     | 최우수 외국 영화        | 페르난도 메이렐레스                                                       | 후보 | [ 27 ] |
| 라스 베가스 비평가 협회상    | 최우수 외국 영화        |                                                                           | 수상 | [ 28 ] |
| 뉴욕 비평가 협회상           | 최우수 외국 영화        |                                                                           | 수상 | [ 29 ] |
| 프리즘 어워드                | 최우수 극장 상영용 영화 |                                                                           | 수상 | [ 30 ] |
| 새틀라이트상                 | 최우수 외국 영화        |                                                                           | 수상 | [ 31 ] |
| 남동부 영화 비평가협회상     | 최우수 외국 영화        |                                                                           | 수상 | [ 32 ] |
| 토론토 비평가 협회상         | 최우수 외국 영화        |                                                                           | 수상 | [ 33 ] |
| 토론토 국제 영화제           | 특별 공로상             |                                                                           | 수상 | [ 34 ] |

## 같이 보기
- 다큐픽션